# 中间纤维

中间絲的结构.

中间絲（英語：Intermediate filaments，IF，又譯中間纖維）直径10纳米(nm)左右，介于7 nm的肌动蛋白微丝和25 nm的微管之间。与后两者不同的是中间絲是最稳定的细胞骨架成分，它主要起支撑作用。中间絲在细胞中围绕着细胞核分布，成束成网，并扩展到细胞质膜，与质膜相连结。中间絲没有极性。它们是一个相关的蛋白质家族, 分享共同的结构和序列特征。大多数类型的中间絲存在于细胞质，但有一种类型的中间絲–核纤层蛋白存在于细胞核。

## 生物力学特性
中间絲（IF）是可以拉伸其初始长度数倍的，可变形的蛋白质。

## 种类
大约有70个不同的基因编码的各种中间絲蛋白。但是，不同种类的中间絲的共同的基本特征：一般情况下，在完全组装后，它们都是9-11纳米之间的测量直径的聚合物。
基于在氨基酸序列相似性和蛋白质结构的相似性，中间絲被细分成6种类型。

### I类和II类 - 酸性和碱性角蛋白

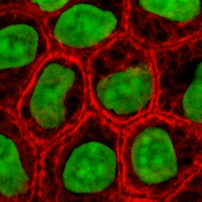
角蛋白中间絲（染成红色）

角蛋白是中间絲中的一类，分子量约40～70KDa，出现在表皮细胞中，在人类上皮细胞中有20多种不同的角蛋白，分为α和β两类。角蛋白赋予细胞体一定的刚性。癌细胞需要对角蛋白进行重新分布，以使自身变得柔韧，可以通过基底膜或血管壁上的细小孔洞。

### III类
- 波形蛋白，所有中间絲分布最广的蛋白质，可在成纤维细胞、白细胞和血管内皮细胞中被发现。它们支持细胞膜，保持一些细胞器在细胞质内固定的地方，并向细胞核发送膜受体信号。

### IV类
- 神經絲（英语：Neurofilament） - 沿脊椎動物神經元軸突高濃度發現的中間絲的IV型家族。

### V类 - 核纤层蛋白
- 核纤层蛋白

核纖層蛋白是在細胞核中具有結構功能的纖維蛋白。

## 细胞粘附
在细胞膜，一些角蛋白通过衔接蛋白桥粒（细胞 - 细胞粘附）和半桥粒（细胞 - 基质粘附）进行交互。

## 延伸阅读
- Herrmann H, Harris JR (编). . Springer. 1998  [2014-10-14]. ISBN 978-0-306-45854-5. （原始内容存档于2016-12-16）.
- Omary MB, Coulombe PA (编). . Gulf Professional Publishing. 2004  [2014-10-14]. ISBN 978-0-12-564173-9. （原始内容存档于2020-10-20）.
- Paramio  JM (编). . Springer. 2006  [2014-10-14]. ISBN 978-0-387-33780-7. （原始内容存档于2016-12-15）.